# عزيز (قيان)
عزيز أو عزيزة (ازدهرت عام 822)، كانت شاعرة وموسيقية قينية، نشطَت في دولة قرطبة الأموية.
كانت جارية ملكية للخليفة الحكم الأول (حكم 796-822).
وُصفت عزيز بأنها مغنية جميلة وموهوبة. كانت جارية، وتدربت لتصبح فنانة قينية، وأصبحت بارعة في الغناء حتى اختارها الخليفة لتكون من محظياته؛ وأصبحَت فيما بعد أمًا لبعض أبنائه.
في الأدب العربي الكلاسيكي، تم تضمينها في كتاب "مسالك الأبصار في ممالك الأمصار" لابن فضل الله العمري (1301-1349)، وهو العمل الرئيس الذي يصف مغني القيان المشاهير في التاريخ.